# Pane e marmellata
Pane e marmellata è stato un programma televisivo italiano, trasmesso da Rai Due dal 7 ottobre 1985 al 14 giugno 1986 al pomeriggio (16:30-17:30).

## Il programma
Il programma, condotto da Fabrizio Frizzi e Rita dalla Chiesa, era ricco di rubriche e aveva la funzione di lanciare, tramite gag e scenette tra i conduttori, i vari cartoni animati e telefilm della rete.

## I programmi trasmessi

### Cartoni animati
- Viaggio al centro della Terra
- D'Artacan e i tre moschettieri
- Clorofilla dal cielo blu
- Meatballs e Spaghetti
- Scooby-Doo! Dove sei tu?

## Le rubriche del programma
- Mercatino (gioco basato su scambio di merce per tutti i ragazzi)
- Sciarada (gioco)
- Mondo degli animali (rubrica)
- Salvadanaio (rubrica)
- Testo matto (gioco)
- Tombolone (gioco)
- Telegiornalino (Telegionale dei ragazzi)
- La posta del cuore (rubrica)
- Toby e vinci (gara a premio)
- Faccia a faccia (rubrica)
- Mini-Play (gioco-quiz musicale)
- Caccia alla domanda (gioco)
- Rai-Epoca (gioco a premi)
- Cloche e vecchi merletti (gioco a premi)
- La piccola posta (rubrica)
- Le divagazioni di Papajo (rubrica)